# Embeth Davidtz
Embeth Davidtz, född 11 augusti 1965 i Lafayette, Indiana, är en amerikansk skådespelare. Davidtz tillbringade en del av sin barndom i Sydafrika.

## Filmografi i urval
- 1992 – Tills döden skiljer oss åt (TV-film)
- 1992 – Army of Darkness
- 1993 – Schindler's List
- 1995 – Julipassionen
- 1996 – Matilda
- 1999 – 200-årsmannen
- 2001 – Bridget Jones dagbok
- 2005 – Junebug
- 2007 – Bristande bevis
- 2008 – In Treatment (TV-serie)
- 2009 – Mad Men (TV-serie)
- 2009 – Californication (TV-serie)
- 2011 – The Girl with the Dragon Tattoo
- 2012 – The Amazing Spider-Man
- 2013 – Paranoia
- 2014 – The Amazing Spider-Man 2